# Trévien
Trévien är en kommun i departementet Tarn i regionen Occitanien i södra Frankrike. Kommunen ligger i kantonen Monestiés som tillhör arrondissementet Albi. År 2022 hade Trévien 200 invånare.

## Befolkningsutveckling
Antalet invånare i kommunen Trévien
| Referens: INSEE |